# Iijakivka (Kovalivka), Poltava
Iijakivka (în ucraineană Їжаківка) este un sat în comuna Kovalivka din raionul Poltava, regiunea Poltava, Ucraina.

## Demografie
Componența lingvistică a localității Iijakivka
     Ucraineană (63,64%)
     Rusă (36,36%)
Conform recensământului din 2001, majoritatea populației localității Iijakivka era vorbitoare de ucraineană (63,64%), existând în minoritate și vorbitori de rusă (36,36%).